# Wetherby

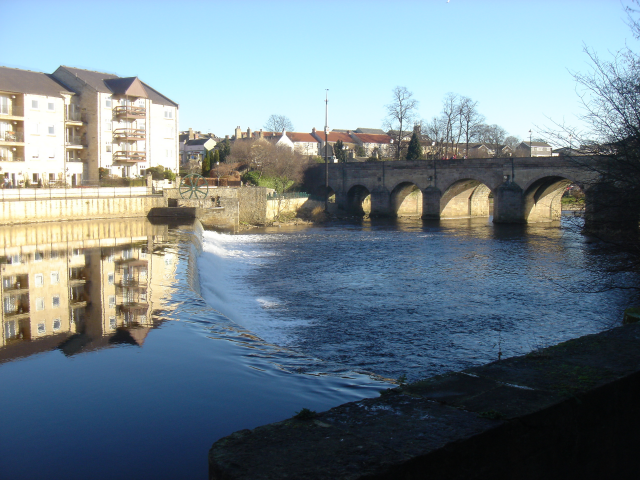
Wetherby

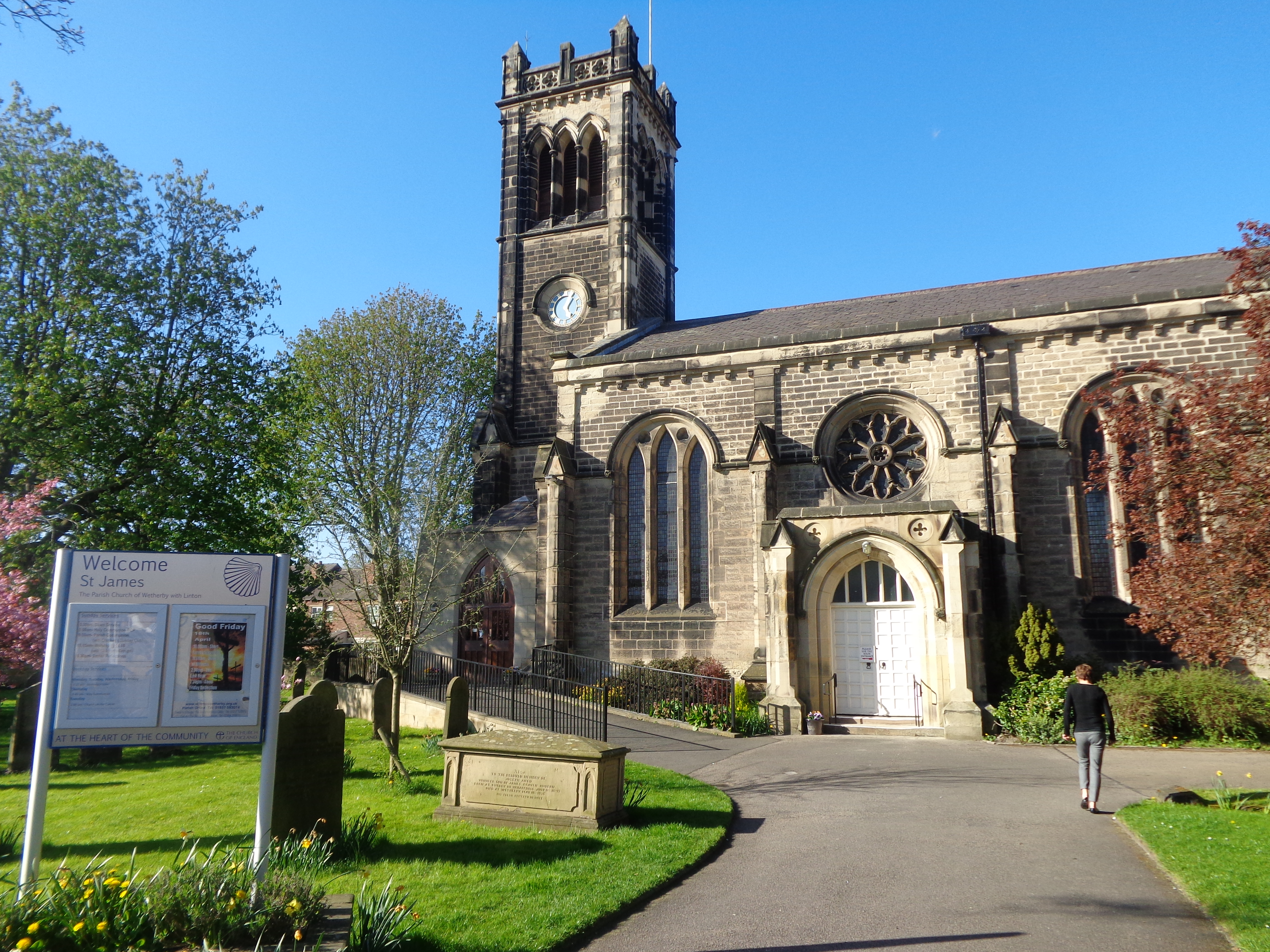
Biserica Sf. Iacob

Wetherby este un oraș în comitatul West Yorkshire, regiunea Yorkshire and the Humber, Anglia. Orașul se află în districtul metropolitan Leeds.